# Andreettaea ocellus
Andreettaea es un género monotípico de orquídeas. Su única especie: Andreettaea ocellus Luer, es originaria del sur de Ecuador. 
Este género fue considerado una vez como parte integrante de Pleurothallis  y, desde su publicación en el 2004, es un género segregado, aunque aún no está aceptado de forma unánime.

## Descripción
Es una orquídea de tamaño pequeño, que prefiere el clima cálido. Tiene hábitos de epífita con una envuelta ramicaule erecta y basal, alargada y tubular, envoltura evanescente que tiene una sola hoja, apical, erecta, coriácea, elíptica-oblanceolada y obtusa. Florece a finales de primavera y principios de verano en una inflorescencia de 31 cm de largo, con varias a muchas flores que abren sucesivamente.

## Distribución
Se encuentra en zonas sombrías y húmedas de la selva atlántica del sudeste de Brasil, Venezuela, Guyana y Perú en los bosques montanos abiertos a altas crestas de las montañas a elevaciones de 1000 a 1600 metros.

## Taxonomía
El género fue descrito por John Lindley y publicado en Flora 51: 33. 1868.
Sinonimia
- Pleurothallis ocellus (Luer) Luer, Monogr. Syst. Bot. Missouri Bot. Gard. 20: 31 (1986).[3]